# Requesón de trapo

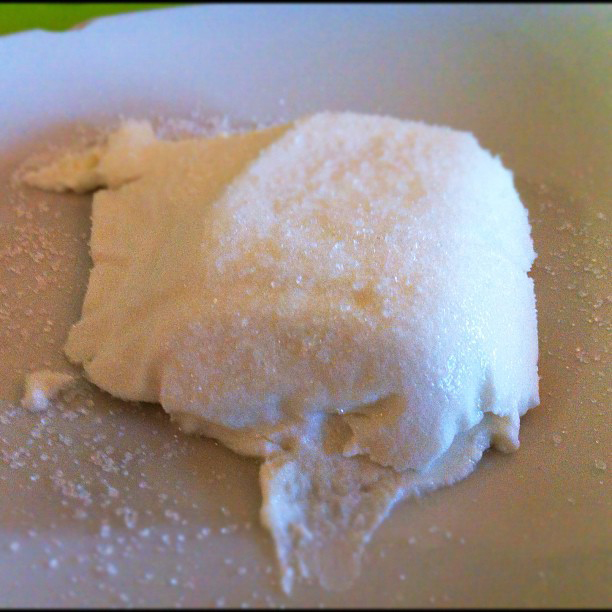
Recuit de drap

El Recuit de drap (requesón de trapo) es un tipo de queso fresco de pasta blanda escurrida. El de trapo es envuelto con un trapo de celulosa. Presenta un color blanco lechoso y brillante, de textura blanda y cremosa, sabor fresco, dulce y lechoso. Elaborado con leche pasteurizada. Se come como postre acompañado de miel o azúcar.
El requesón se elaboraba con leche de oveja, cabra o una mezcla de las dos, se hervía dos veces y se dejaba enfriar, se echaba el cuajo vegetal, y se ponía en tarrinas pequeñas de cerámica de 100 a 200 gramos. Se dejaba reposar y ya se podía comer. Necesita temperaturas bajas para su conservación entre 2 y 4 grados.
Normalmente lo elaboran pequeñas empresas artesanas, donde los puntos de venta es el mismo punto donde se elabora, o en pequeñas tiendas de la zona.
Es un producto tradicional de las comarcas ampurdanesas.

## Marca de garantía Productos de l'Empordà
El requesón de trapo y el requesón son productos adheridos a la Marca de garantía Productes de l'Empordà. Los elaboradores adheridos a Productes de l'Empordà tienen que superar periódicamente los controles de un laboratorio alimentario que certifica la calidad en las diferentes fases del producto para recibir la certificación.
Es un sello alimentario que tiene por objetivo personalizar y reconocer los productos propios del Ampurdán y ayudar a promocionar su comercialización. Este distintivo certifica la calidad y el origen ampurdanés de los productos.